# Opsanus dichrostomus
Opsanus dichrostomus är en fiskart som beskrevs av Collette 2001. Opsanus dichrostomus ingår i släktet Opsanus och familjen paddfiskar. Inga underarter finns listade i Catalogue of Life.